# Jelovci (gmina Pale)
Jelovci (cyr. Јеловци) – wieś w Bośni i Hercegowinie, w Republice Serbskiej, w mieście Sarajewo Wschodnie, w gminie Pale. W 2013 roku liczyła 115 mieszkańców.